# Don Camilo y el honorable Peppone
Don Camilo y el honorable Peppone (título original en italiano: Don Camillo e l'onorevole Peppone) es una película de 1955. Este es la tercera de la famosa saga de películas de Don Camilo con los actores Fernandel y Gino Cervi: la primera dirigida por Carmine Gallone (quien también dirigirá la cuarta), mientras que las dos anteriores habían sido dirigidas por Julien Duvivier.

## Reparto
- Fernandel: Don Camilo
- Gino Cervi: Giuseppe Bottazzi (“Peppone”)
- Claude Sylvain: Clotilde
- Leda Gloria: Maria, Sra. Bottazzi
- Saro Urzì: el Brusco
- Umberto Spadaro: Bezzi, el agricultor
- Marco Tulli: lo Smilzo
- Memmo Carotenuto: lo Spiccio
- Giovanni Onorato: el Lungo
- Carlo Duse: el Bigio
- Aldo Vasco: el mezzadro Tasca
- Guido Celano: mariscal
- Luigi Tosi: pretor
- Manuel Gary: abogado Cerratini, delegado del PCI
- Mario Siletti: abogado Stiletti, el examinador
- Gaston Rey: Bollini
- Gustavo De Nardo: Filetti
- Stefano Alberici: Hijo de Peppone
- André Hildebrand: un miembro de la oposición
- Renzo Giovampietro: el prisionero heridos
- Spartaco Pellicciari: un ciudadano demócrata
- Giuseppe Vinaver: un oponente político
- Lamberto Maggiorani: un ciudadano demócrata
- Vincent Barbi: Miembro del Ayuntamiento
- Enrico Canestrini: un ciudadano demócrata
- Giuseppe Varni: un ciudadano demócrata
- Jean Debucourt: Voz del crucifijo (versión en francés); Renzo Ricci (versión en italiano)
- Narrador: Emilio Cigoli

## Doblaje en España
Doblaje Telecinco 1990:
- Don Camilo: Félix Acaso
- Giuseppe “Peppone” Bottazzi: Paco Hernández
- Sra. Bottazzi: ?
- Spiccio: Juan Luis Rovira
- Hijo de Peppone: ?
- Clotilde: ?
- Smilzo: Enrique Cazorla
- Voz del crucifijo: Pablo Adán
- Narrador: Claudio Rodríguez

## Películas posteriores
- Don Camilo, monseñor (1961)
- El camarada Don Camilo (1965)
- Don Camillo e i giovani d'oggi (1970)